# Nolann Mahoudo
Nolann Mahoudo (né le 17 novembre 2002 à Loudéac) est un coureur cycliste français.

## Biographie
En 2023, il passe professionnel au sein de l'équipe CIC U Nantes Atlantique. Fin avril, il gagne une étape du Tour de Bretagne, où il se classe deuxième du général. Après une année mitigée, il signe en 2024 avec la formation World Tour Cofidis,.

## Palmarès

### Par années
- 2019
  - Prix de la Saint-Laurent juniors
  - 2e du Grand Prix de Plouay juniors
  - 3e de la Flèche Plédranaise
- 2020
  - Prix de Plouigneau
  - Grand Prix de Lanester
  - Grand Prix de la Roche aux Fées
- 2022
  -  Champion de Bretagne sur route
  - Grand Prix d'Auray
  - 2e du Grand Prix de Neufchâtel-en-Saosnois
  - 2e de Nantes-Segré
  - 3e de la Route bretonne
  - 3e des Boucles Sérentaises
- 2023
  - 4e étape du Tour de Bretagne
  - 2e du Tour de Bretagne

### Classements mondiaux
| Année                                 | 2023 | 2024  |
| ------------------------------------- | ---- | ----- |
| Classement mondial                    | 991e | 1155e |
|                                       |      |       |
| Légende : nc = non classéSource : UCI |      |       |